# Zamarra (vêtement)
Pour les articles homonymes, voir Zamarra.

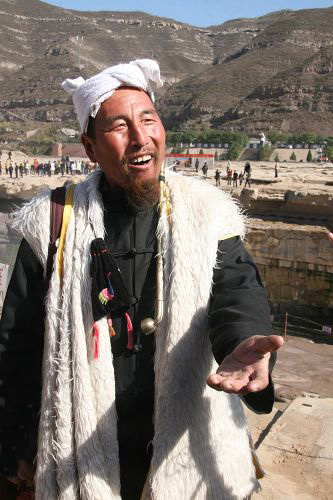
Un homme portant un zamarra.

La zamarra est un manteau en peau de mouton porté par les bergers espagnols.